# Hans van Steenwinckel den ældre
 For alternative betydninger, se Hans van Steenwinckel.
Hans van Steenwinckel den ældre (ca. 1545 – 10. maj 1601) var en en flamsk-dansk arkitekt og billedhugger. Han er født i Antwerpen, muligvis som Steinwinckel, og i øvrigt er fødeåret 1550 nævnt visse steder.[kilde mangler] På grund af hans efterfølgere af samme navn kendes han også som Hans (I) van Steenwinckel eller Hans van Steenwinckel I.
Hans van Steenwinckel den ældre var søn af den nederlandske arkitekt Lourens van Steenwinckel og blev formodentlig indkaldt til Danmark omkring 1578 af bygmesteren Anthonis van Obbergen for at hjælpe med Kronborg. Han har er ophavsmand til flere markante bygninger, herunder
- flere herregårdes hovedbygninger, blandt andet Orebygaard,
- Slangerup Kirke (opført 1588),
- Uranienborg for Tycho Brahe på Hven (1576 – 1580),
- flere fæstningsanlæg, blandt andet Akershus ved Oslo, Varberg og fæstningsbyen Kristianopel i 1599,
- spiret på Helligåndskirken i København (1582 – 1584)

Han er far til de to arkitekter og billedhuggere Lorenz van Steenwinckel og Hans van Steenwinckel den yngre samt farfar til Hans van Steenwinckel den yngste. 
Han døde i Halmstad.